# Bromskirchen
Bromskirchen – dzielnica (Ortsteil) gminy Allendorf (Eder) w Niemczech, w kraju związkowym Hesja, w rejencji Kassel, w powiecie Waldeck-Frankenberg. Do 31 grudnia 2022 samodzielna gmina należąca do wspólnoty administracyjnej Allendorf (Eder)-Bromskirchen.